# Fulfordianthus evansii
Fulfordianthus evansii là một loài rêu tản thuộc họ Lejeuneaceae. Loài này có ở Belize và Costa Rica, có thể có ở Guatemala và Panama. Môi trường sống tự nhiên của chúng là rừng ẩm vùng đất thấp nhiệt đới hoặc cận nhiệt đới.